# Stegulany
Stegulany (lit. Stagalėnai) – wieś na Litwie, w okręgu uciańskim, w rejonie ignalińskim, w gminie Łyngmiany.

## Historia
W czasach zaborów wieś włościańska w gminie Łyngmiany, w powiecie święciańskim, w guberni wileńskiej Imperium Rosyjskiego. W 1866 roku miała 21 mieszkańców w 3 domach. Należała do dóbr Łyngmiany. W 1905 roku liczyła 35 mieszkańców, 107 dziesięcin.
W dwudziestoleciu międzywojennym wieś leżała w Polsce, w województwie wileńskim, w powiecie święciańskim, w gminie Kołtyniany.
W 1931 w 7 domach zamieszkiwały 34 osoby.
Od 1945 roku w Litewskiej Socjalistycznej Republice Radzieckiej.
Od 1990 na niepodległej Litwie.